# 国鉄トキ900形貨車
国鉄トキ900形貨車（こくてつトキ900がたかしゃ）は、1943年（昭和18年）から1946年（昭和21年）にかけて8,209両が製造された、鉄道省（日本国有鉄道）の無蓋貨車である。
第二次世界大戦中の輸送増強策で開発され、大量生産された戦時設計の特異な三軸貨車であるが、構造の欠陥や粗悪さによって戦後は比較的早期に淘汰された。

## 概要
一般的な一段リンク式の二軸無蓋車ホイールベース間に、中間軸追加で三軸貨車とすることで積載荷重を増やし、周囲の妻板・あおり戸を高く嵩上げして、貨物積載容積をも増加させた構造である。
妻面、あおり戸ともに最低限の鋼材で支えられた木造で、あおり戸は下段だけが3分割で開き、上段は固定されている。外板塗装は黒（但し、後述する例外規程あり）。最高速度65 km/h、自重10.7 t、荷重30 t。

## 特徴
製作に必要な資材や労力を節約しつつ輸送力を最大化するという「戦時設計」の思想のもとに誕生した3軸無蓋車である。これまで船舶で行ってきた石炭の輸送を鉄道で代替することを狙いとして設計された。
設計・製造されたのは戦時中であり、資材が限られる中での輸送力増強が強く求められていた。そのため、貨車は簡素かつ、多量の物資を積載できることが設計の前提となった。
一般的に貨車は大型化するほど、自重あたりの荷重を大きくすることができる。当時の日本の貨車には『国有鉄道建設規定』第61条により軸重13 t 以内（特例で14ｔ）という制限が課せられており、戦時増積においても荷重17ｔ（自重は9ｔ前後）の「トラ」級はいずれも車軸負担が限度いっぱいのためわずか1ｔしか増トンが認められなかった（小型の「ト」や「トム」級は2-3ｔの増積をしている）
荷重増大に対応するには車軸を増やして分散させればよいが、ボギー走り装置を採用すると多くの資材と手間が必要になる。このジレンマを解決するため、本形式ではボギー走り装置ではなく二軸走り装置の2本の車軸の間にもう1本車軸を追加した三軸走り装置が採用された。
本形式は、中央軸の車輪についてもブレーキシューを有している。三軸車の中央軸は曲線通過時に横動するから、それを妨げないように中央軸の車輪にはブレーキシューを設けないのが従来の常識であった。しかしながら、極端に自重を低減しつつ荷重を増した本形式では、空車時の車輪フラットを防止しつつ、積車時の制動力を確保するためには、中央軸にもブレーキシューが必要とされた（積空ブレーキ装置は当時研究中であった）。また、編成中の大部分をトキ900形式で占める石炭輸送列車の場合に、トキ900形式の中央軸に制動がきかないとすると、編成全体として制動力が不足する。これらの検討から、常識を破って中央軸についてもブレーキシューが設けられた。
また本形式は、石炭輸送充当時の効率性を重視し、かつての観音トムを上回るほど側板が高く（試作車1520mm・量産車1500mm）、あおり戸は下部のみ（試作車950mm・量産車856mm）開閉し全体は倒れない構造になっている、このためバラ積み以外の輸送では側板上部のうち中央の物が外せるようになっていて、観音トムの中央扉のようにここから積み下ろしができるようになっていた。
車体断面は高さが九州地区の石炭積込設備に入線するため石炭車縮小限界に収まる寸法（高さ3048mmから2950mm）とされ、これで容積49.7ｍ3を確保するため幅を2500mmとしている
製作に必要な資材と労力を節約するため、以下のような工夫が施された。
台枠に使用する鋼材を小断面化
従来、中梁には250×90溝形鋼（チャンネル材）を使用していたが、これを側梁と同一の180×75溝形鋼に変更した。これによって製造に必要な鋼鉄の量を抑え、使用する鋼材の種類も絞り込んで、厳しい資材供給事情への対策とした。しかし、一方で台枠構造の脆弱化を招き、戦後の転用を困難にした。この頃、戦時中の酷使もあいまって台枠が屈曲する事故を起こしている。
輪軸を短軸とする
日本の鉄道には改軌論があったので、貨車の輪軸としては長らく、改造して標準軌に対応できる長い輪軸（長軸）が採用されてきた。長軸には、車体ローリングの抑制、走行抵抗の低減といった長所に加え、標準軌化して大陸に持ち込めるという軍事上の意義もあった。しかし資材節約の観点から、本形式では標準軌には対応しない狭軌専用の短い軸（短軸）を採用した。長軸二軸分の材料で短軸三軸が製造できた。
戦後の国鉄ワム80000形貨車_(初代)・トラ40000形以降の構造と異なり、軸箱守は台枠側梁に直付けであるため、車軸の長短により台枠構造を変える必要があり、台枠全体が狭軌専用構造である。
止輪を廃止
従来、タイヤが車輪から万一にも抜け出ないように、タイヤに止輪を取り付けていたが、資材節約のためにこれを廃止した。
新製タイヤ厚を縮小
従来、新製タイヤ厚は65 mmとしていたが、これを55 mmとした。新製タイヤ厚を減らすことは、タイヤ交換の頻度を増し、長期的、総合的には不利であるが、目先の鋼材節約を重視して、新製タイヤ厚を減らした。
代用塗料を採用し、塗装の大部分省略も可とする
黒色のペイントのかわりに、コールタールで塗装をした。そのコールタールさえも、金属部品と標記部を除いて省略して、アオリ戸、側板、妻板は木材むきだしとしてもよいこととした。
構造そのものではないが、最初から戦時増積を考慮に入れて自重を設定している。
本来三軸車で荷重30tならば自重は10.5ｔまでだが、戦時増積を行っていた時期なので11ｔまでは緩和した。なお、荷重は最初からこの戦時増積分を入れて30ｔである。
これ以外にも、ブレーキ部品の浸炭焼入れの廃止、ブシュの廃止などの簡略化が行われている。
昭和19年度発注分からは、さらに、アオリ戸受バネと綱掛の構造を簡易化して資材と工数の一層の削減を図った。

## 三軸走り装置特有の欠陥
本形式は三軸走り装置を採用したが、カーブを曲がる際に偏倚が多くなり、中間軸が車体に固定されていたために中間軸が強くレールに押し付けられ、大きな走行抵抗を生じさせた（現在でも3つのボギー台車を用いた機関車は存在するが、これらの機関車は中間の台車が回転するだけでなく、左右に自在に動くことができ、これによって中間台車にかかる力を逃がし、走行抵抗を小さくしている）。
実際に、本形式を連ねた貨物列車を10パーミルの上り勾配で引き出すことができず、いったん下がって勢いをつけようと制動緩解したが全く動かなかったというトラブルも発生している。

## 沿革
太平洋戦争中盤まで石炭、木材などの日本国内沿海輸送に多用されていた一般貨物船は、連合国側の攻撃による船舶の損耗を補充するため、戦争後半には南方・中国戦線への輸送に多数が徴用された。海上輸送力の不足により、軍需物資の国内輸送においては鉄道への依存度が著しく高まった。
トキ900は、その非常時輸送を担うためにEF13形電気機関車、D52形蒸気機関車、63系電車とともに作られた戦時設計貨車である。
資材節約、構造の簡素化、製作コスト削減を図りつつ、駅の有効長を最大限に利用するために、二軸車並のサイズで側、妻を高くして積載嵩を増やした三軸車とし、台枠などの設計強度も限界まで下げて、車長が長く自重も嵩むボギー無蓋車に比肩する荷重を実現、輸送効率を高めている。
1942年（昭和17年）に大宮工場で3両（900-902）が試作されたのち日本車輌製造本店・支店、川崎車輛、汽車製造本店、日立製作所、新潟鐵工所、田中車輛、帝國車輛工業および苗穂工場、五稜郭工場、旭川工場、釧路工場の各工場で大量生産が行われた。総生産数は8,209両。
汎用無蓋車として多彩な用途に利用され、輸送力不足の折、その役割は大きかった。
しかし強度面のみならず、三軸固定の構造は走行安定性にも難があり、破損・脱線事故や軌道負荷増大などの問題を起こした。このため、戦後は廃車や他形式への改造（車軸・連結器や台枠の一部流用）が早期から積極的に行われ、1959年（昭和34年）までに全廃された。
2000年（平成12年）に1両が浜松工場で復元された。これは下回りだけが浜松工場の構内作業用として残っていたものである。番号はトキ4837と推定されている。
復元されて以降は、浜松工場が一般公開される新幹線なるほど発見デーで展示、公開されてきたが2010年（平成21年）に浜松工場のリニューアルが実施される事により在来線車両の入出場が一切無くなるため、翌年に美濃太田車両区に移動しカバーを掛けられた状態で留置されている。　一時期にはリニア・鉄道館に保存されるのではないかとされていたが、収蔵はなされなかった。

## 転用
戦後、8209両も製造してしまった（戦中に失われたものもあるが、1946年度時点でまだ7791両残存）トキ900の活用が問題となり、まず昭和21年4月に「30トン積無蓋車（トキ900形）の改造」という計画が立てられ、「ア：20トン積長物車（後のチサ1600）」・「イ：20トン積3軸有蓋車」・「ウ：17トン積2軸無蓋車（トラ6000に準拠した形状）」の3案が出たが弱体な台枠と三軸の走り装置をそのまま使うのは得策ではないと判断され、「ア」案であるチサ1600が400両改造を受けたのみに終わった。続いて1950年代にはいるとバラバラに解体して部品単位にしてから鋼材や装備品を再利用する案に変更され（チ500は例外）、貨車だけで下記の「トキ900形の転用改造貨車」表にあるように改造され、客車でも暖房車のヌ1000（後のヌ100）に部品が流用されている。
これ以外に戦後増備されたトキ15000形等のTR41形台車や、暖房車マヌ34形のTR44台車（こちらは台枠鋼材も一部転用）には廃車となったトキ900から捻出された短軸車軸が部品として流用されている。
| 改造年度 | 改造方式       | 形式      | 両数 | 番号                     |
| -------- | -------------- | --------- | ---- | ------------------------ |
| 1946-47  | 台枠以下再利用 | チサ1600  | 400  | 1600…2203                |
| 1949     | 台枠以下再利用 | ソ50      | 2    | 50・51                   |
| 1951     | 部材のみ流用   | レ10000   | 73   | 10100-10172              |
| 1951     | 部材のみ流用   | ウ300     | 50   | 300-349                  |
| 1951     | 部材のみ流用   | キ950     | 1    | 950                      |
| 1951-52  | 部材のみ流用   | ワム23000 | 1600 | 32000-33599              |
| 1951-52  | 部材のみ流用   | ヨ3500    | 750  | 3550-3849、3950-4399     |
| 1952-56  | 台枠以下再利用 | チ500     | 361  | 500…875                  |
| 1953-56  | 部材のみ流用   | リム300   | 50   | 300-349                  |
| 1954-56  | 部材のみ流用   | ワム90000 | 700  | 90875-91174、91825-92224 |
| 1955     | 部材のみ流用   | ワ10000   | 500  | 10000-499                |
| 1955     | 部材のみ流用   | ワム2000  | 480  | 2678-3157                |
| 1955     | 部材のみ流用   | ポ100     | 20   | 210-229                  |
| 1956     | 部材のみ流用   | トム60000 | 200  | 60000-60199              |

番号について「…」は途中欠番あり。

## 事故・その他
戦時設計に起因すると思われる特異な事故が発生している。
1947年（昭和22年）5月、本車の中央上部にはめ込んである板が脱落して近くの旅客列車に衝突し乗客を死亡させる事故が発生。
その後は暫定的にここを取り外して荷重20ｔに減トンしており、これを徹底的に行った結果戦後のトキ900はほぼ例外なく中央側板が無くなっている。
1954年（昭和29年）11月17日、稲沢操車場に進入して来た貨物363列車がブレーキにより減速中、後部に大音響を認めたため停車して調べたところ、32両目のトキ2655（空車）の中央梁・側梁がくの字に屈曲して脱線していた。原因は老朽化により台枠の疲労が極度に達していたため、停車時の衝撃に耐えられなかったものと見られている。

## 譲渡
1948年（昭和23年）に4両（車番不明）が名古屋鉄道に譲渡され、トキ12000形（トキ12001 - トキ12004）となった。4両とも日本車輌製造の私有車で国鉄直通車で、名義上は荷重30ｔだったが入線時点で中央上部側板が撤去されていた可能性が高い。1953年（昭和28年）に休車となり、1958年（昭和33年）に廃車された。